# Manussos Manussakis
Manussos Manussakis (grec: Μανούσος Μανουσάκης)  (Atenes, 14 de gener de 1950 - Hospital Higiea, 20 de novembre de 2024) va ser un director, productor, escriptor i actor grec que va estudiar a la London Film School.

## Filmografia
Director:
- 2015:Cloudy Sunday
- 2007:Faros
- 2006:Gia tin Anna
- 2005:Kryfa monopatia
- 2004:Mi mou les adio
- 2003:To paihnidi tis sygnomis
- 2002:I agapi irthe apo makria
- 2001:Gia mia gynaika ki ena aftokinito
- 2000:Erotas kleftis
- 2000:Athoos i enohos
- 1999:Synora agapis
- 1998:Kokkinos drakos
- 1998:Agigma psyhis
- 1997:Psythiroi kardias
- 1996:Paliroia
- 1995:Oi dromoi tis polis
- 1994:Tavros me toxoti
- 1992:Tmima ithon
- 1991:Fakelos Amazon
- 1990:Nyhta Magon
- 1987:Antistrofi poreia
- 1987:Mikrografies
- 1986:Paraxeni synadisi
- 1985:I skiahtra
- 1977:Arhontes
- 1973:Vartholomaios

Productor:
- 2000:Athoos i enohos
- 1985:I skiahtra
- 1977:Arhontes
- 1973:Vartholomaios

Guionista:
- 1998:Kokkinos drakos
- 1990:Nyhta Magon
- 1985:I skiahtra
- 1973:Vartholomaios

Actor:
- 1992:Tmima ithon
- 1984:Loafing and Camouflage (Λούφα και παραλλαγή)
- 1983:Homecoming Song (Το τραγούδι της επιστροφής)
- 1981:Souvliste tous! Etsi tha paroume to kouradokastro